# Cortinarius subcalyptrosporus
Cortinarius subcalyptrosporus är en svampart som beskrevs av M.M. Moser 1987. Cortinarius subcalyptrosporus ingår i släktet Cortinarius och familjen spindlingar.   Inga underarter finns listade i Catalogue of Life.